# Musculi interossei (Hand)
Die Musculi interossei (lateinisch für Zwischenknochenmuskeln) sind eine Gruppe von Skelettmuskeln im Bereich der Mittelhand, eine entsprechende Gruppe von Musculi interossei kommt jedoch auch am Fuß vor.

## Musculi interossei dorsales
Die Musculi interossei dorsales der Hand spreizen die Finger voneinander ab, beugen die Fingergrundgelenke und strecken die Fingergelenke. Die darüberliegenden Sehnen der Fingerstrecker gehören alle zu Muskeln, die vom Nervus radialis innerviert werden. Bei einer Läsion des Nervus ulnaris lassen sich auf dem Handrücken tiefe Gruben zwischen diesen Sehnen beobachten. Diese Gruben entstehen durch die nicht mehr vorhandene Innervation und darauf folgende Atrophie der Musculi interossei dorsales und sind ein wichtiges diagnostisches Merkmal für eine Schädigung des Nervus ulnaris auch bei entspannter Hand, im Gegensatz zur Krallhand, die nur bei Muskelanspannung entsteht.

## Musculi interossei palmares
Da der Musculus interosseus palmaris tertius am kleinen Finger ansetzt, existiert beim Menschen kein separater Musculus adductor digiti minimi. Gegensätzlich hierzu verhält es sich beim Daumen, der keinen Musculus interosseus palmaris besitzt, dafür jedoch einen separaten Musculus adductor pollicis.
Bei Pferden gibt es drei palmare Musculi interossei. Der Musculus interosseus medialis und lateralis sind schwach und verlaufen axial an den Griffelbeinen. Der kräftige Musculus interosseus medius liegt dem Röhrbein an und ist stark sehnig, so dass er einen Bandcharakter aufweist und zum Fesselträger gehört. Er teilt sich im bodennahen Abschnitt des Röhrbeins in zwei Schenkel, welche am jeweiligen Gleichbein im Bereich des Fesselgelenks ansetzen. Zudem wird beidseitig ein Unterstützungsband abgespalten, welches sich mit der Sehne des gemeinsamen Zehenstreckers verbindet. Beide Unterstützungsbänder sind unterhalb des Fesselgelenks je von einem Schleimbeutel unterlagert, der Bursa subtendinea musculi interossei manus.